# Proxxima Telecom
Proxxima Telecom é uma empresa brasileira de telecomunicações que atua na região nordeste, estando presente nos estados de Pernambuco, Paraíba, Rio Grande do Norte, Ceará. É o terceiro maior provedor de internet da região nordeste do Brasil.

## História
A Proxxima Telecom foi resultado da fusão de oito provedores de internet que buscavam maior competitividade na região. A cidade de Campina Grande foi o local escolhido como sede.
O nome foi escolhido devido a pesquisas de imagem das operadoras separadamente, onde três conceitos foram destacados, sendo eles: Agilidade e presteza, qualidade do serviço ofertado e a proximidade com o cliente, sendo o último atributo responsável por nomear a empresa.